# Röd (film, 2022)
Röd (originaltitel: Turning Red, 'Rodna') är en amerikansk datoranimerad film från 2022, i regi av Domee Shi. Den är producerad av Walt Disney Pictures och Pixar Animation Studios, och distribueras av Walt Disney Studios Motion Pictures. Det är Domee Shis första långfilm som regissör, och hon har även skrivit filmens manus. Historien handlar om en 13-årig flicka som upplever kroppsliga och psykologiska förändringar – både normala och onormala – och hur detta komplicerar hennes liv i brytpunkten mellan barn och tonåring, mellan mammas flicka och en växande och alltmer självständig individ.
Filmen hade premiär på streamingtjänsten Disney+ den 11 mars 2022. Den var från en början planerad att gå på bio samma datum, något som de blev tvungna att ställa in på grund av covid-19-pandemin. Filmen hade biopremiär i Sverige den 15 mars 2024.
Filmen blev nominerad för bästa animerade film på 95:e Oscarsgalan.

## Handling
Året är 2002, och handlingen utspelar sig i Toronto. Huvudrollsfiguren Mei Lee är en självsäker trettonårig kinesisk-kanadensisk flicka som slits mellan att vara sin mammas pliktskyldiga dotter och det kaos som hör tonåren till. Förändringar i intressen och hennes relationer gör att hennes kropp inte längre klarar av slitningarna. Varje gång hon blir upphetsad eller stressad förvandlas hon till en röd panda.
Mei försöker kombinera sin roll som dotter i en familj som driver ett familjetempel, med rollen som åttondeklassare i ett bästisgäng som avgudar pojkbandet 4*Town och börjat spana efter killar. Hennes kropp ställer till med spratt, och det visar sig att släkten döljer en hemlighet.

## Rollista

### Familjen Lee
- Meilin "Mei" Lee (engelsk röst: Rosalie Chiang; svensk röst: Olivia Cepeda) – trettonåring som går i åttan.
- Ming Lee (Sandra Oh; Lisette Pagler) – Meilins mor, strikt och överbeskyddande.
- Jin (Orion Lee; Rafael Pettersson) – Meilins far, tyst men stödjande.

### Skolkompisar
- Miriam (Ava Morse; Stella Wågberg) – brunett och medlem av Meis tjejgäng, där alla fyra vill förändra världen, de börjar spana på killar och de gillar pojkbandet 4*Town.
- Abby (Hyein Park; Tindy Laville) – rundlagd, livlig och bestämd medlem av tjejgänget.
- Priya (Maitreyi Ramakrishnan; Alma Adolfsson) – brunhyad glasögonbärare och "cool" medlem av tjejgänget.
- Tyler (Tristan Allerick Chen; Adil Backman) – retsticka i skolan.

### Fler släktingar
- Meis mormor Wu (Wai Ching Ho; Sharon Dyall)
- Moster Chen (Lori Tan Chinn; Charlotte Ardai Jennefors)
- Moster Helen (Sherry Cola; Thérèse Andersson)
- Moster Lily (Mia Tagano; Katharina Cohen)
- Moster Ping (Lillian Lim; Carina Jingrot)

### Övriga
- Herr Gao (James Hong; Gustav Levin) – schaman som assisterar vid övergångsriter
- Robaire (Jordan Fisher; Adrian Macéus) – 4*Town-medlem
- Jesse (Finneas O'Connell; Elis Lindsten) – 4*Town-medlem
- Tae Young (Grayson Villanueva; Elis Lindsten) – 4*Town-medlem
- Aaron Z. (Josh Levi) – 4*Town-medlem
- Aaron T. (Topher Ngo; Benjamin Tesfazion) – 4*Town-medlem

## Produktion

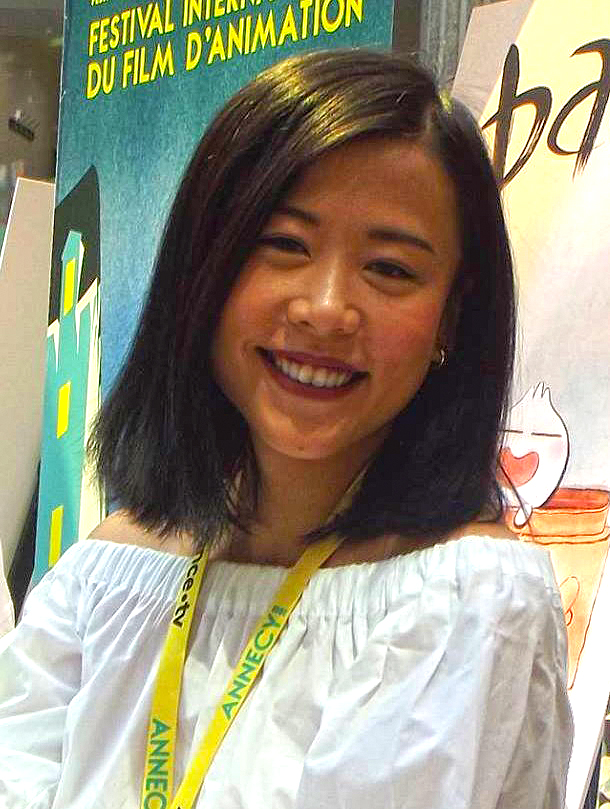
Domee Shi, regissör och manusförfattare, vid 2018 års Annecy-festival.

18 maj 2018 meddelades att Shi, som skrev manus och regisserade Pixars kortfilm Bao, hade skrivit manus och regisserat en långfilm för studion; detta gjorde henne till den andra kvinnan att regissera en Pixar-film. 26 november 2018 bekräftade Shi att hon arbetade på en film för studion. Shi sa även att filmen var i tidigt utvecklingsstadium, där historien fortfarande ver under utveckling, och att "[hon] är verkligen upphetsad över att spela med detta nya 90-minutersformat". 1 januari 2019 sa Shi att hon planerade filmen som "underhållande och känslosam". 9 december 2020 avslöjade Shi filmtiteln Turning Red i samband med att handlingen presenterades.
Rona Liu var filmens produktionsdesigner, efter att ha tidigare arbetat på Bao tillsammans med Shi. Liu sa att arbetet med en långilm var som "en dröm som går i uppfyllelse".
Svenska kompositören Ludwig Göransson arbetade på filmens musik, tillsammans med bland andra Billie Eilish och Finneas O'Connell. Sistnämnda syskonpar skrev de tre låtarna som i filmen framförs av pojkbandet 4*Town. O'Connell bidrog även med röst till 4*Town-medlemmen Jesse.

### Miljö
Filmen utspelas i Toronto i Kanada våren 2002. Eftersom historien berättas genom ögonen på en 13-årig flicka, har hela hennes omgivning utformats för att lyfta fram hennes världsbild. Regissören Shi har förklarat filmens design som en "asiatisk, febrig tonårsdröm". Enligt filmens exekutive producent Dan Scanlon "känns det som en väldigt mjuk, färgglad, magisk, idyllisk och ungdomlig version av staden". Stilen anpassades också för att försöka fånga den popularitet som pojkband hade kring millennieskiftet och hur tonårsflickor reagerade på dem.
Pixars Kalifornien-baserade animatörer besökte olika platser i norra Kalifornien, för inspiration och visuella referenser. De studerade röda pandor i San Francisco Zoo, tittade på arkitekturen i stadens Chinatown samt Bok Kai-templet i Marysville.

### Inspiration
Shi sa att flera olika anime-produktioner har givit inspiration till filmen, inklusive Sailor Moon (högstadietjejer som räddar världen), Inu Yasha, Ranma ½ och Fruits Basket (med ofrivilliga förvandlingar). För att fånga dessa anime- och mangainfluenser, baserade i Shis egen ungdomskultur, kompletterades Pixars 3D-animation med handtecknade 2D-animerade effekter. Datorspel som Pokémon och The Legend of Zelda tjänade som ytterligare inspiration, och Shi jämförde filmens handling med Disneys Janne Långben – The Movie (en annan coming-of-age-film med förälder, barn, relationsproblem och ett popband). Även Studio Ghibli och Hayao Miyazaki tjänade som berättarmässig inspiration.
Filmen tar upp pubertetsproblem ur olika vinklar, och Meis mor feltolkar Meis reaktion på sin första förvandling som hennes första menstruation. Både den röda pandan och titeln på filmen är en allegori för menstruation, ett ämne som hittills varit ovanligt i familjefilmer och hos Disney. Den röda färgen kan i filmen även referera till flera andra känslor som tonåringar upplever – inklusive genans och lust. Produktionsteamet oroade sig för hur bolagscheferna skulle se på de olika referenserna till pubertet, men inget ifrågasattes. Regissören Shi fick i slutändan igenom sin vision om att visa en sanningsenlig bild av vad pubertet innebär för en 13-årig flicka. Filmen visade även fram hur viktig tjejgänget är i den åldern, liksom vilken energi unga tonårsflickor kan generera. Den andra halvan av filmen kretsar kring Meis försök att kontrollera sin "inre panda".

## Distribution och mottagande
Röd hade galapremiär 1 mars 2022 på The El Capitan Theatre i Hollywood, för att sedan släppas på Disney+ 11 mars. Filmen var tänkt att ha vanlig biopremiär, efter att både Själen (2020) och Luca (2021) släppts direkt på digital lansering på Disney+ på grund av coronaviruspandemin. I januari 2022 meddelades det dock att även Röd skulle släppas exlusivt på Disney+, i länder där strömningstjänsten finns. Till följd av Rysslands invasion av Ukraina 2022 kommer filmen inte ha premiär i Ryssland.
Filmen har i USA fått en PG-13-klassning (med medföljande föräldrar lämplig för 6 år eller äldre), i likhet med Disney-produktioner som Encanto, Raya och den sista draken, Vaiana och Zootropolis. I Storbritannien fick den dock en 6-årsgräns. På recensionsaggregationssajten Commonsensemedia.org bedömdes (fram till slutet av april 2022) filmen via föräldrarecensioner som lämplig från 11 år och uppåt, medan recensioner från tonåringar bedömde den som lämplig för 10 år och uppåt. Ett antal föräldrarecensioner kritiserade Meis vilda och upproriska "tonårsbeteende", medan en mängd tonåringsrecensioner tyckte filmen var en realistiskt beskrivning av hur en 13-åring beter sig och att hennes handlingar får konsekvenser. Denna bedömning av filmens realism, och dess potential som utgångspunkt för familjediskussioner omkring puberteten, uppskattades också av recensenterna på The New York Times, The Atlantic, The Daily Beast och Vox.
I Indiewires recension beskrevs filmen som en modern Pixar-film, som på ett nytt och fräscht vis pratar om vikten av att vara sann mot sig själv, hedra familjen och vännerna, liksom värdet av olika sorters kultur. Filmen beskriver, enligt recensenten Kate Ernblad, både livsbekymmer och glädjen över att leva. På aggregationssajten Rotten Tomatoes var den 21 april 94 procent av de 259 recensionerna positiva, med ett sammanvägt betyg på 8/10 och den allmänna bedömningen "hjärtevärmande, humoristisk, vackert animerad och kulturellt inkluderande – ytterligare en i raden av familjevänliga Pixar-triumfer".